# Riitta Uosukainen
Riitta Maria Uosukainen, née Vainikka le 18 juin 1942 à Jääski, est une femme politique finlandaise membre du Parti de la coalition nationale (Kok). Elle est ministre de l'Éducation entre 1991 et 1994 dans le gouvernement du centriste Esko Aho, puis présidente du Parlement de Finlande de 1994 à 2003.

## Biographie

### Jeunesse et vie professionnelle
Elle travailld comme rédacteur en chef de la maison d'édition Kustannus Oy Tammi de 1965 à 1966. Elle obtient une licence en philosophie en 1970 et travaille également comme professeure à partir de 1969, devenant ensuite professeur principal en 1971.
Elle poursuit sa carrière dans l'éducation en devenant maître de conférences en langue finnoise à l'université de Joensuu, en 1976. Elle est également formateur régional en finnois de 1976 à 1983.

### Débuts en politique
Elle commence sa carrière politique en 1977, quand elle est élue conseillère municipale d'Imatra et conserve ce poste jusqu'en 1992. Elle est élue au Parlement finlandais en 1983 pour le Parti de la coalition nationale et ce jusqu'en 2003.

### Une personnalité nationale de premier plan
Le 26 avril 1991, elle est nommée ministre de l'Éducation après que son parti ait formé une coalition avec le Parti du centre (Kesk) de Esko Aho. À la suite de la démission du président de la Diète nationale, Riitta Uosukainen est élue pour lui succéder le 7 février 1994. Première femme à exercer cette responsabilité en Finlande, elle est aussi la première à devenir le troisième personnage de l'État.
À l'approche de l'élection présidentielle de 2000, elle est investie candidate du Kok, à la suite du refus exprimé par le ministre des Finances et président du parti Sauli Niinistö de se porter candidat. Pour la troisième fois consécutive, le candidat du Kok échoue à se qualifier au second tour. Avec 392 305 voix, elle se contente de 12,8 %, loin derrière la sociale-démocrate Tarja Halonen, qui est élue, et le centriste Esko Aho.

### Retrait de la politique
À l'occasion des élections législatives de 2003, elle met fin à sa carrière politique. Son mandat à la tête du Parlement est le plus long depuis Väinö Hakkila, qui a occupé ce poste entre 1936 et 1945. L'année suivante, en 2004, elle se voit décerner le titre de « conseiller d'État » (en finnois : Valtioneuvos), le plus haut titre honorifique en Finlande, par la présidente de la République Tarja Halonen. Elle est la première et seule femme, ainsi que la dernière personne, à l'avoir obtenu. À la suite du décès de Harri Holkeri en 2011, elle en est la seule titulaire encore en vie.

## Ouvrages
- (fi) Riitta Uosukainen, Liehuva liekinvarsi, Porvoo Helsinki Juva, WSOY, 1996 (ISBN 951-0-20639-3)
- (fi) Riitta Uosukainen, Nuijanisku pöytään : Hajamietteitä intohimosta, vallasta ja sivistyksestä, Helsinki, Otava, 2004 (ISBN 951-1-19093-8)